# Võ Minh Lâm
Võ Minh Lâm (sinh ngày 22 tháng 8 năm 1989) là một nghệ sĩ cải lương Việt Nam. Anh là thí sinh nhỏ tuổi nhất và cũng là người đầu tiên đoạt giải Chuông vàng vọng cổ truyền hình khi giải này được tổ chức năm 2006. Năm 2023, anh được Chủ tịch nước phong tặng danh hiệu Nghệ sĩ Ưu tú.

## Thân thế
Anh sinh ngày 22 tháng 8 năm 1989, tại thành phố Cần Thơ. Xuất thân trong gia đình có cha mẹ đều là nghệ sĩ cải lương, sống cuộc sống rày đây mai đó nên từ nhỏ, Võ Minh Lâm phải ở với bà nội để tiện việc học hành. Mỗi mùa hè, Lâm được ba mẹ đưa theo đoàn chơi, và cũng tập tành ca hát. Nhưng cho tới tận năm lớp 9, mơ ước của Lâm không phải là trở thành nghệ sĩ cải lương, mà là họa sĩ. Vậy mà không hiểu sao, học hết lớp 9, Lâm lại thi vào trường trung cấp Văn Hóa-Nghệ thuật của Cần Thơ, để bắt đầu bước chân vào nghề hát.

## Vào nghề

### Giải thưởng
Giấy khen đạt thành tích tốt trong Hội thi Giọng ca cải lương PTTH Sóc Trăng lần 2-2004 (15 tuổi)
Giấy khen trong Liên hoan đờn ca tài tử quận Ninh Kiều 2005 (16 tuổi)
Giải 3 cuộc thi ca, diễn cải lương Mộc Quán Nguyễn Trọng Quyền lần thứ 3 - 2005.
Giấy khen trong Liên hoan đờn ca tài tử quận Ninh Kiều - Cần Thơ - 2006 (17 tuổi)
Giải khuyến khích cuộc thi Giọng ca cải lương "Sông Tràm" lần 1 - 2006
Quán quân cuộc thi “Ngôi Sao Vọng Cổ Truyền Hình” - 2006
Huy chương vàng cuộc thi “Tài năng trẻ diễn viên sân khấu cải lương và dân ca kịch chuyên nghiệp toàn quốc" - 2014
Huy chương vàng giải Trần Hữu Trang
Giải Mai Vàng 2021
Danh hiệu Nghệ sĩ ưu tú (2023)

### Bước ngoặt
Năm 2006, khi đang học năm thứ 3 trường VH-NT, Lâm tham gia cuộc thi Chuông vàng vọng cổ truyền hình do HTV tổ chức và đoạt giải Chuông Vàng. Sau khi tốt nghiệp, Lâm chính thức được mời về đoàn Thắp sáng niềm tin của Nhà hát Cải lương Trần Hữu Trang và hoạt động đến nay. Sau này, anh còn tham gia Chuông vàng vọng cổ nhưng với những vai trò khác: người phụ diễn, giám khảo... Đặc biệt, vào năm 2022, anh đảm nhiệm vai trò dẫn chương trình.

## Vai diễn

### Truyền hình
- Lý Nam Nam trong vở cải lương “Trắng Hoa Mai“ (2007)
- Hoàng Xuân Trúc trong vở cải lương “Mai trắng se duyên” (2009)
- Trịnh Ngọc Đường trong vở cải lương “Xa phu đi sứ“ (2010)
- Lê Long Đĩnh trong vở cải lương “Mùa xuân bất tận“ (2010)
- Lê Liêm trong vở cải lương “Bến nước Ngũ Bồ“ (2011)
- Tú Uyên trong vở cải lương “Người đẹp trong tranh”

### Sân khấu
- Lý Huệ Tông trong vở cải lương Dấu ấn giao thời (2009), HCB Hội diễn Sân khấu chuyên nghiệp toàn quốc 2009.
- Triệu Sóc, Triệu Võ trong vở cải lương Đứa con nhà họ Triệu (2010), giải Mai Vàng do báo Người lao động tổ chức năm 2010.
- Ngọ trong vở cải lương Đả chiến phá sông Ngân (2011)
- Chu Liệt Mạnh Đình vở Cải lương "Hồ đoạt mệnh" (2012, 2013)
- Cổ Trúc Thiên Mộc vở " Sắc xuân gửi lại" (2013)
- Cố Sầu vở “Chuyện tình Khau Vai” (2021)
- Vua Priem vở “Nàng Xê-đa” (2021, 2022)
- Tiết Thiệu vở “Khát Vọng Vương Quyền” (2021, 2022)
- Lương Sơn Bá vở “Lương Sơn Bá, Chúc Anh Đài” (2022)